# Cavalry FC
Cavalry FC er en canadisk professionel fodboldklub der til dagligt spiller i Premier League. Cavalry FC var en af klubberne der var med til at grundlægge den canadiske Premier League i 2019.